# Тагондай
Тагондай (або Тагондайн) (бірм. တံခွန်တိုင်) — село в штаті Карен, М'янма.
Населення станом на 2014 становить 4 994 осіб.
Село знаходиться в на захід від річки Він'яв.